# Ruschianthemum gigas
Ruschianthemum gigas là một loài thực vật có hoa trong họ Phiên hạnh. Loài này được (Dinter) Friedrich miêu tả khoa học đầu tiên năm 1960.